# Конихальцит
Конихальцит — редкий вторичный минерал из класса арсенатов, впервые описан в 1849 году минералогом А.Брейтхауптом и химиком Ю.Фрицше. В переводе с греческого конихальцит — «медная известь». Легко растворяется в азотной и соляной кислотах. Конихальцит также назывался хиггинситом.

## Кристаллография
Точечная группа — 2 2 2 — Дипирамидальный
Пространственная группа — P21 21 21
Сингония — Ромбическая (орторомбическая)
Параметры ячейки — a = 7.39(1) Å, b = 9.23(1) Å, c = 5.83(1) Å
Отношение a: b: c = 0.801 : 1 : 0.632
Число формульных единиц (Z) — 4
Объем элементарной ячейки — V 397.66 Å³ (рассчитано по параметрам элементарной ячейки)
Двойникование — По {001} редко.

## Формы выделения
Чаще всего конихальцит выделяется в виде гроздевидных, округлых и почковидных масс. Редко, конихальцит может выделяться в виде небольших кристаллов в форме короткой и плоской призмы.

## В ассоциации с другими минералами
Конихальцит ассоциирует с минералами меди, железа и цинка. К таким минералам относятся: лимонит, малахит, смитсонит, адамин и оливенит.

## Химический состав
Кальций — 15,44 % (в виде оксида — 21,61 %), медь — 24,48 % (в виде CuO — 30,65 %), мышьяк — 28,87 % (в виде оксида — 44,28 %), водород — 0,39 % (в виде оксида — 3,47 %), кислород — 30,82 %.

## В роли пигмента
Низкокачественные образцы конихальцита являются сырьём для производства натуральных пигментов. Сырьё проходит долгую процедуру очистки. В результате получается мелкий порошок, который смешивается с жидкой основой. Зелёный пигмент из конихальцита называется «Веронской зеленью» или «Швайнфуртской зеленью».

## Месторождения
Месторождения конихальцита немногочисленны. Лучшие образцы добывают в Мапими (Мексика), Цумебе (Намибия) и ДРК.